# Cards on the Table
Cards on the Table (Cartas na Mesa, no Brasil e em Portugal) é um romance policial de Agatha Christie, publicado em 1936. Conta com a participação de vários dos personagens recorrentes da autora, como o detetive Hercule Poirot, o Superintendente Battle, o Coronel Race e a escritora Ariadne Oliver.

## Enredo
O Sr. Shaitana é um homem muito extravagante, que convida Poirot para umas das suas aclamadas festas. A festa parece estar a correr muito bem, até que o Coronel Race vai se despedir dele e percebe que ele está morto; aparentemente levou uma facada.
Além de Poirot e do Coronel Race, os outros convidados são Anne Meredith, Dr. Roberts, Major Despard, Sra. Lorrimier, Ariadne Oliver e Superintendente Battle. Os quatro primeiros são os suspeitos e os outros são os detetives. Poirot começa a investigar e descobre que os quatro suspeitos estiveram envolvidos em assassinatos anteriormente.